# Hangács
Hangács je vas na Madžarskem, ki upravno spada pod podregijo Edelényi Županije Borsod-Abaúj-Zemplén.